# 水樺
水樺（學名：Betula nigra），亦稱河樺，是樺木科樺木屬的植物。水樺的原生範圍位於美國東部，北起新罕布夏州西部及明尼蘇達州南部，南至佛州北部和德州西部。對於主要生長於寒冷地帶，不常見於美國農業部植物抗寒區地圖第6區以上範圍的樺木屬植物而言，水樺是其中為數甚少的耐熱樺樹之一。水樺通常出現於河漫灘及樹沼。
其种加词“nigra”意为“黑色的，暗色的”。

## 別名
- 黑樺（按其學名翻譯。但在漢語圈，“黑樺”通常是指）

## 异名
- Betula americanaB Buc'hoz
- Betula lanulosaB Michx.
- Betula nigraB subsp. pendula Paul
- Betula nigraB var. parviflora Regel
- Betula nigraB var. parvifolia Regel
- Betula rubraB F.Michx.
- Betula rupestrisB Raf.

## 描述
水樺是一種落葉植物，可長至25—30（80—100英尺），樹幹直徑為50至150（20至60英寸）。水樺的基部通常分成多個細長的樹幹。

### 樹皮
水樺樹皮特徵在青年期、成熟期和老年期各不相同。年輕的水樺樹皮可以從鮭魚色到棕灰色不等，可以被描述為鬆散如紙薄的捲曲樹皮層。隨著水樺成熟，顏色會從鮭魚色變為深灰基的紅棕色。成熟的水樺樹皮並沒有鬆散、捲曲，而是緊緊地壓成厚厚的不規則狀。這些樹皮與樹幹略微分開，向外移動到樹的側面。一旦水樺進入老年期，樹皮則會向樹幹底部開始加厚，並分為許多深溝紋。

### 葉片及果實
水樺樹枝呈無毛或有細毛。水樺並不具有頂芽，而側芽常在芽尖有一鉤狀物，這點特徵與樺木科的其他植物不同。水樺葉序為互生，呈卵形，長約4—8（11⁄2—31⁄4英寸），寬約3—6（11⁄4—21⁄4英寸），有鋸齒狀邊緣和五至十二對葉脈。水樺葉的上面為深綠色，而下面則為淺黃綠色。水樺葉會在秋季轉黃。水樺花為風媒傳粉的葇荑花序，約3—6（11⁄4—21⁄4英寸）長，雄性花序下垂，雌性花序直立。在這類晚春成熟的樺樹中，水樺的果實非常的不尋常；它是由無數細小的有翅種子包裹在花及苞片之間。

## 分類學
水樺是一種樺木科的植物。該科包括六個屬：樺木屬、榿木屬、鵝耳櫪屬、榛屬、鐵木屬、虎榛子屬；白樺、臺灣赤楊、阿里山鵝耳櫪、榛果等植物皆屬於此科。包含水樺在內，樺木科植物皆是沿著溪流或排水不良的土壤遍佈在北半球的的灌木或喬木。樺木科隸屬於殼斗目，它是從薔薇類植物演化分支出來。

## 棲息地和原生範圍
水樺經常出現在從麻省北部到佛州北部的低海拔地區。原生範圍可向西延伸至堪薩斯州，向東延伸至適合棲息之海岸地帶。水樺之所以亦稱河樺，顧名思義，其棲息在河岸邊。水樺是能在森林濕地帶及土壤潮濕帶（如洪氾區）被發現的突出物種。水樺能在以下美國州別被發現：阿拉巴馬州、阿肯色州、康州、特拉華州、佛州、喬治亞州、伊利諾州、印第安納州、愛荷華州、堪薩斯州、肯塔基州、路易斯安那州、馬里蘭州、麻省、密蘇里州、新罕布夏州、紐澤西州、紐約州、北卡、俄州、奧克拉荷馬州、賓州、南卡、田納西州、德州、維州、西維州和威州。
水樺最適於生長在美國農業部植物抗寒區地圖第4區至第9區範圍內。

## 於美國之保護狀態
水樺在新罕布夏州被列為近危物種。

## 發芽
水樺通常每年種子都會生產。隨著雄性葇荑花序開始形成和成熟，於秋季開始季節性發展。雌性葇荑花序的出現時機，與早春前後的葉子相互對應。雄性和雌性果實在春季或初夏成熟。
水樺一旦成熟，其種子主要通過來自鄰近河道的河風傳播。通常，透過水傳播的種子會更容易成功，因為種子在潮濕河道有利於發芽和堅固成長。水樺種子通常會沿著沙洲大量發芽，這些沙洲皆含有沖積土。

## 栽種與用途

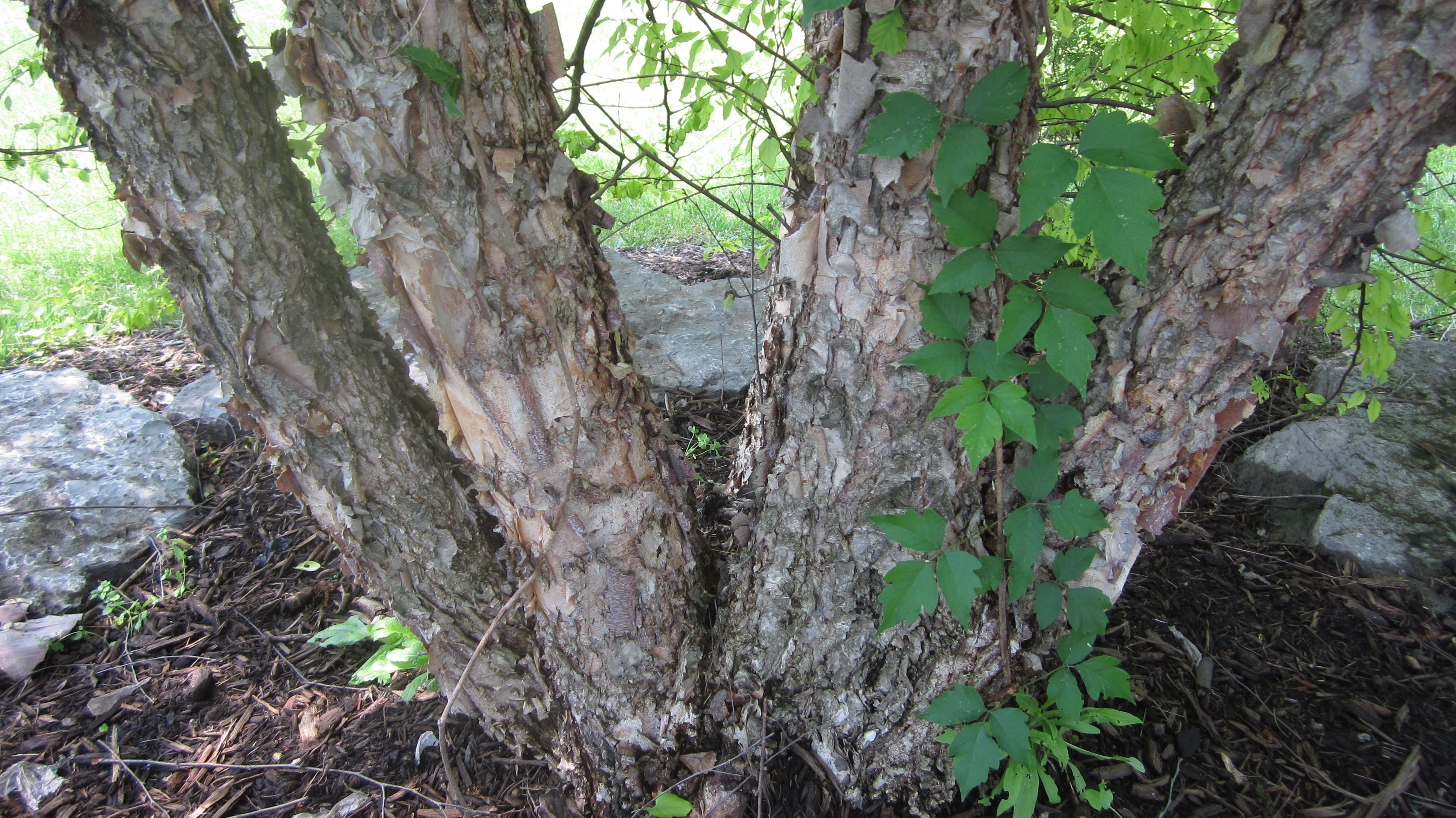
水樺樹幹

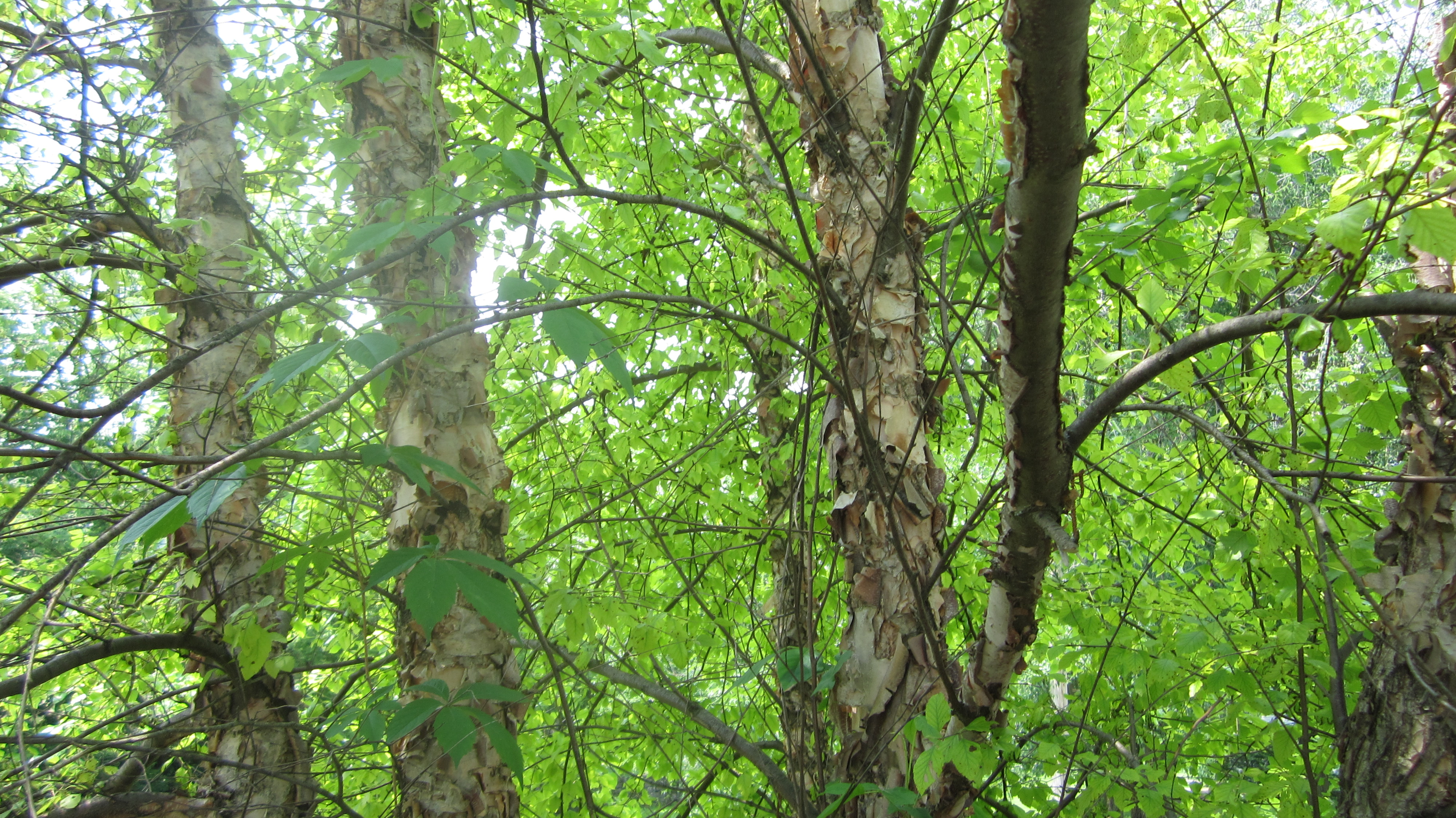
水樺中段

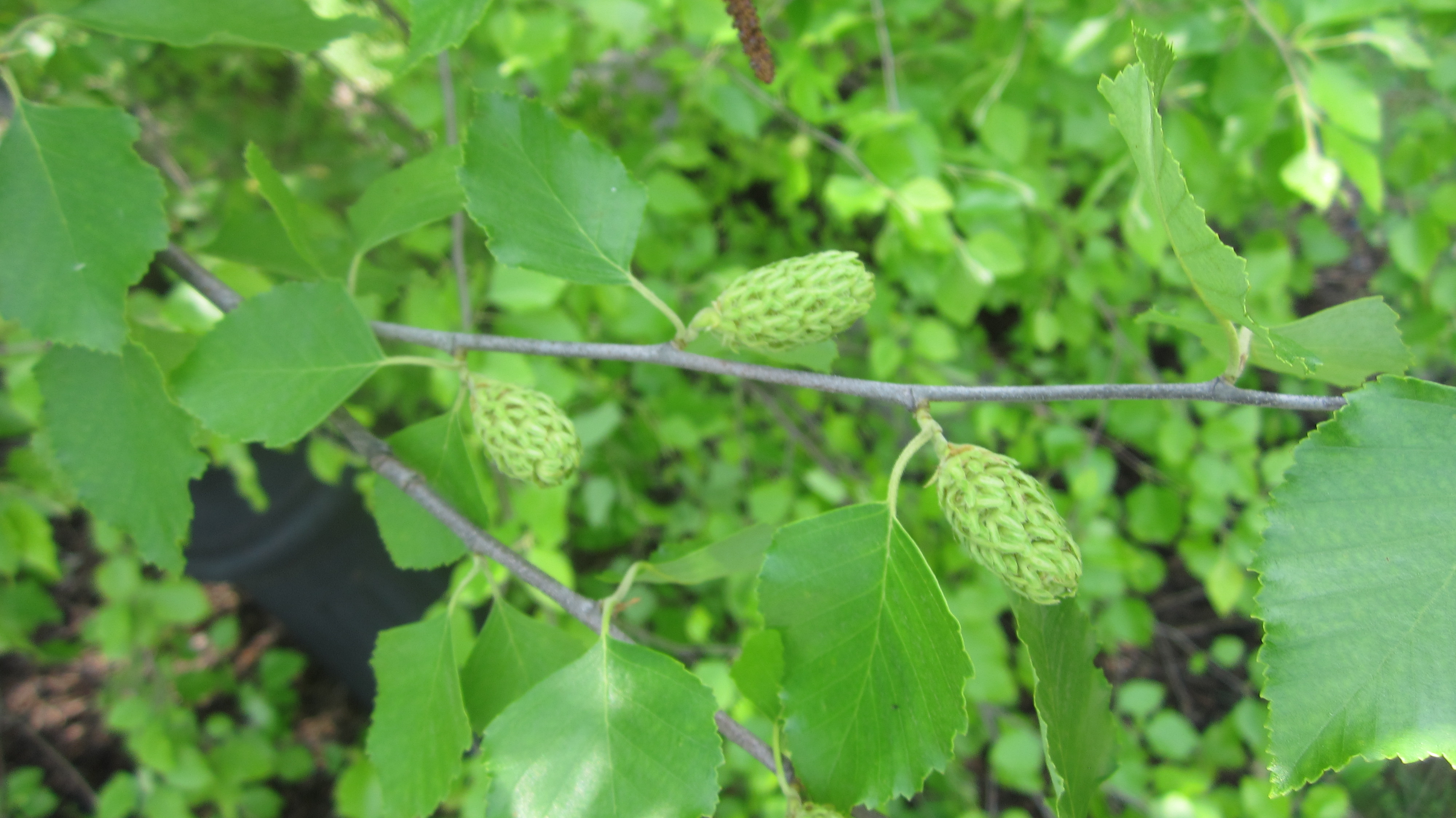
水樺葉及水樺種子

雖然水樺的原生棲地是濕地，但它亦會生長在高地上。它的水樺非常獨特，使其成為一種受歡迎的景觀用樹。一些樹皮比野生水樺更白的栽培品種被選作園藝植物，包括“Heritage”及“Dura Heat”；這些品種亦是美國東南部溫暖地區唯一對青銅樺樹蛀蟲具有抵抗力的白皮樺樹。
美國原住民會將煮沸的水樺樹液用以做為類似於楓糖的甜味劑，並將內皮用作生存食物。由於節疤，水樺通常不用於商業木材工業，但因其堅固、紋理緊密之特性，有時會用於當地家具、木器和燃料使用。水樺被許多當地鳥類所利用，例如水禽、披肩松雞和野生火雞。許多水禽使用水樺覆蓋物作為築巢地點，而披肩松雞和野生火雞則食用水樺種子作為食物來源。目前已知鹿會在水樺樹苗或可觸及的樹枝摩擦。

## 精油
萃取自水樺葉、內皮和芽苞的精油，主要由丁香油酚、芳樟醇、棕櫚酸和庚烷以及更多濃度較低的化合物所組成。水樺複方精油對萵苣及多年生黑麥草幼苗具有植物毒性。水樺精油更具有殺蟲劑、殺線蟲劑及抗細菌藥的特性。

## 圖片

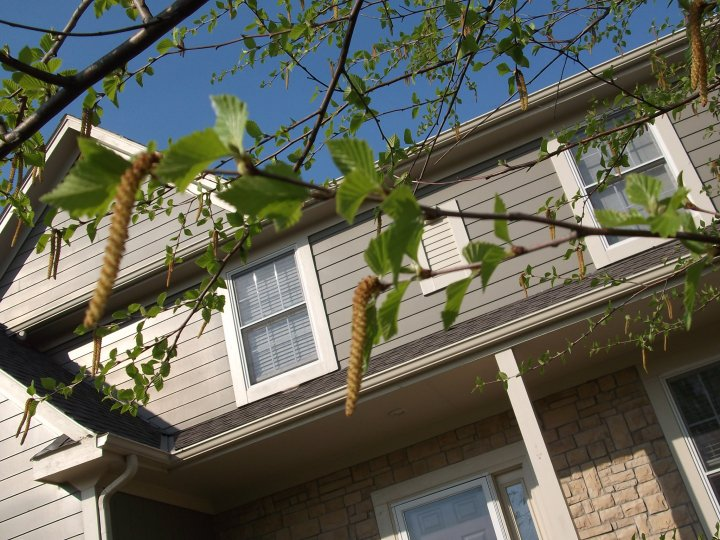
接近成熟期的水樺新葉
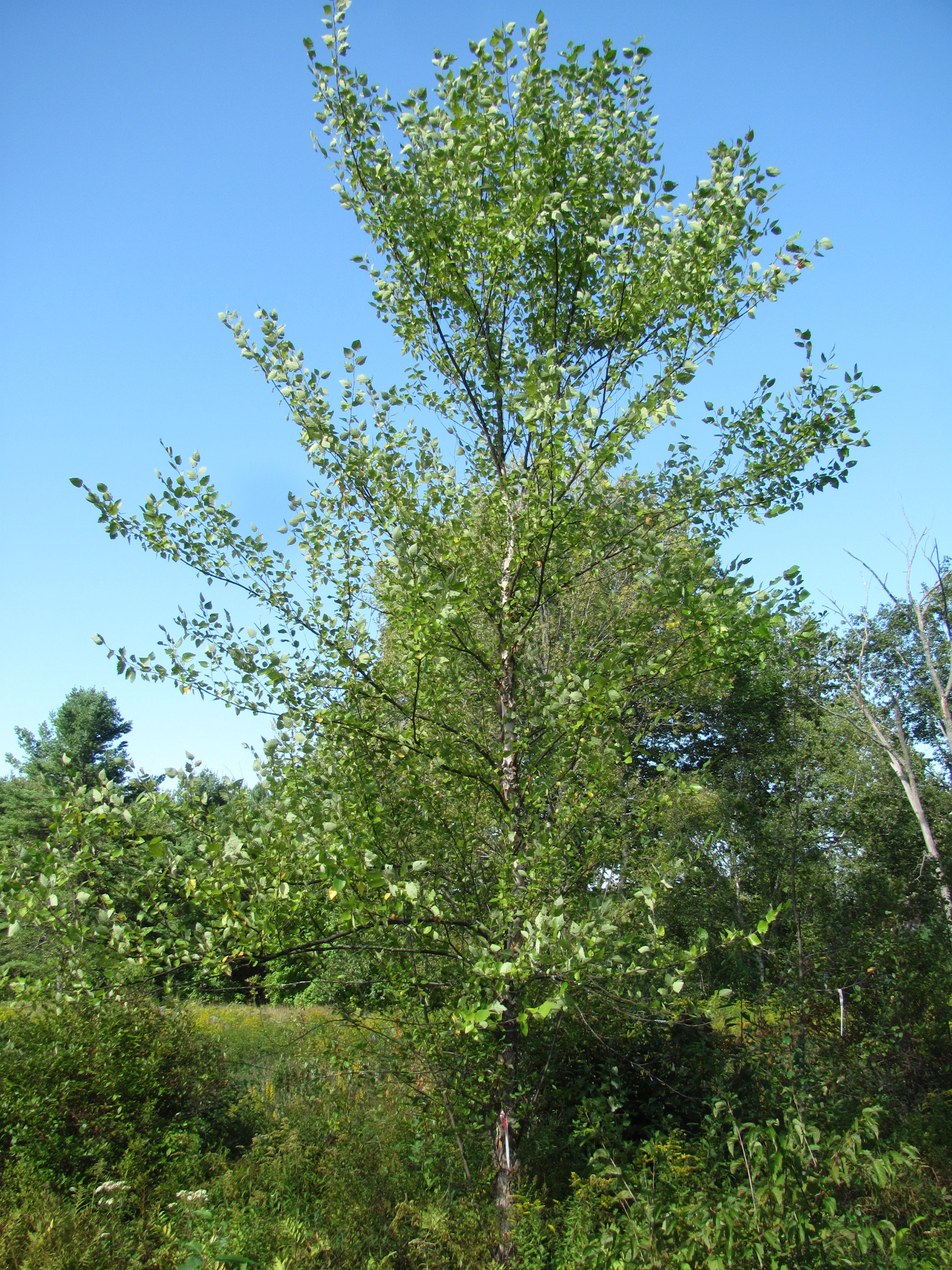
位於Skyfields林園的水樺
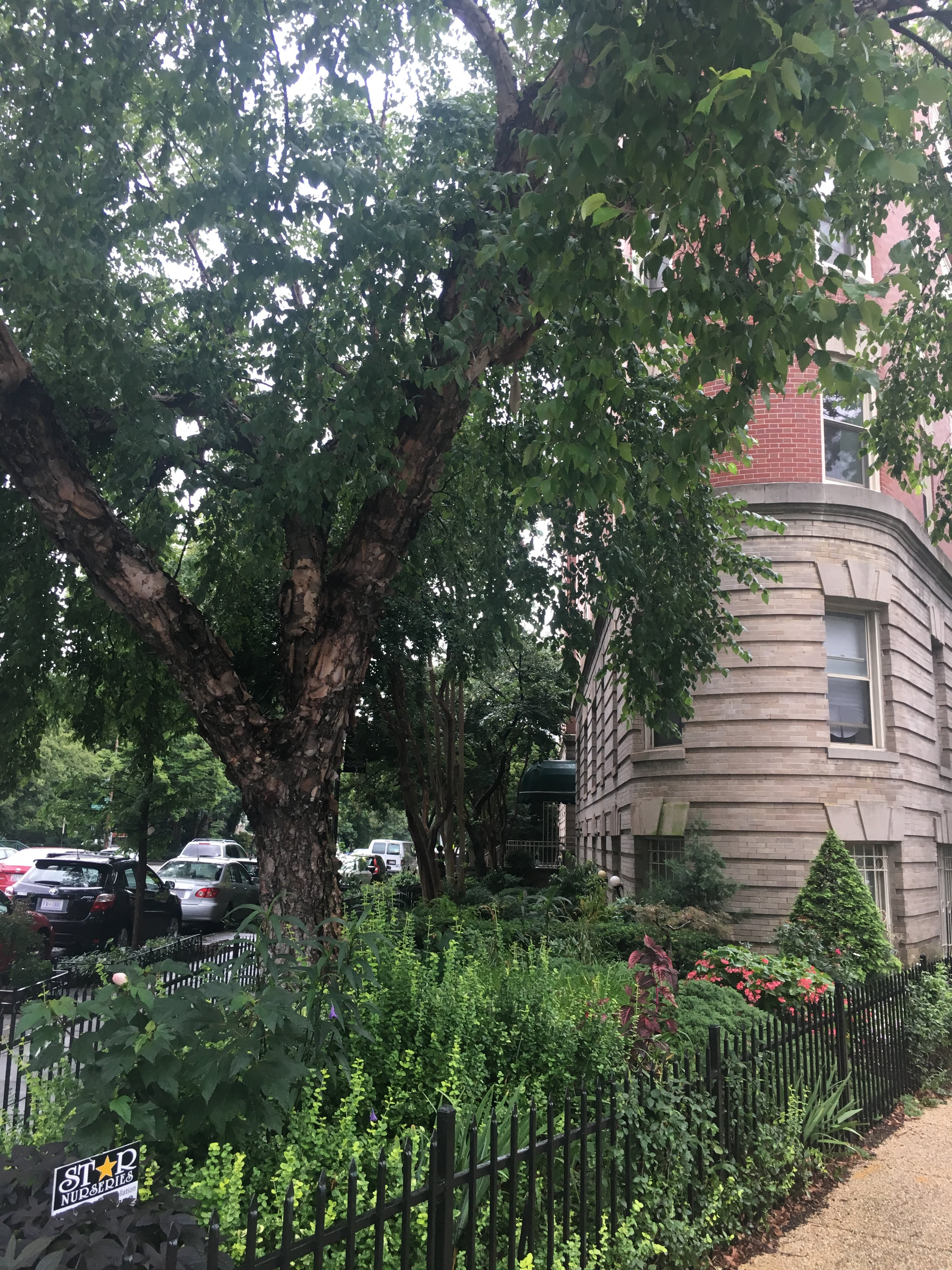
種植在華盛頓特區的觀賞用水樺

## 外部連結
- Bioimages.vanderbilt.edu：水樺圖片
- 水樺：診斷照片及資訊 （页面存档备份，存于），莫頓林園